# Volvo U.S. National Indoor 1987
Il Volvo U.S. National Indoor 1987 è stato un torneo giocato sul cemento indoor del Racquet Club of Memphis a Memphis nel Tennessee. 
È stata la 86ª edizione del Torneo di Memphis, facente parte del Nabisco Grand Prix 1987.

## Campioni

### Singolare maschile
Stefan Edberg ha battuto in finale  Jimmy Connors con il punteggio di 6–3, 2–1 (ritiro)

### Doppio maschile
Anders Järryd /  Jonas Svensson hanno battuto in finale  Sergio Casal /  Emilio Sánchez con il punteggio di 6–2, 6–4.